# Танентаунджі
Танентаунджі — гірський хребет на заході Таїланду і частково у М'янмі.
Протяжність хребта складає близько 500 км. Максимальна висота — 2079 м. Хребет складений переважно гранітами, вапняками і пісковиками. Розділений глибокими подовжніми долинамі на паралельно витягнуті гірські масиви (особливо на заході і південному заході). На території хребта ростуть листопадні тропічні ліси з домішкою тіка, вище 1200 м — ділянки твердолистих вічнозелених лісів. У західних відрогах є родовища цинкових і вольфрамових руд.